# パンジー
パンジー（学名：Viola × wittrockiana、英: pansy）はスミレ科スミレ属の小型の園芸植物の一種。

## 概要
スミレもしくはサンシキスミレ（Viola tricolor）から分化したものと考えられ、サンシキスミレの亜種 Viola tricolor hortensis とされることがある。しかし、園芸上用いられる変種は交雑と交配が進んだものであり、学名を Viola × wittrockiana としてあらわしている。「パンジー」という名前は、このパンジーの他にもこれに似ている野生のスミレ属の花を指すときにも使われている。ただし、ヨーロッパではハーツィーズと呼ばれる事もある。また、ハエドクソウ科ミゾホオズキ属のパンジーモンキーフラワー（Mimulus angustatus、英: Purplelip Pansy Monkey-flower）のように、全く関係のない植物も花の形や花弁の模様が似ているためパンジーと呼ばれることもある。小型のパンジーをビオラということもあるが、学名の「ビオラ」（ヴィオラ）はスミレ属のことである。

## パンジーの誕生
1800年代に北欧で、アマチュアの園芸家が大きく鮮やかな群性のスミレを作るために、野生のサンシキスミレと野生スミレビオラ・ルテア（V. lutea）、さらに近東のスミレビオラ・アルタイカ（V. altaica）を交配して生まれた。1820年代から1830年代に膨大な交配が行われた結果、有名な品種は非常に大衆的なものとなっていた。1835年までには400品種が存在しており、1841年までには、パンジーは観賞植物として親しまれるようになった。イギリスではフローリスト（園芸愛好家）たちによって育種され、1813年にトムスンが改良を始めたとされる。そして「ショウ・パンジー」が生まれた。しかし19世紀半ばには、ヨーロッパ大陸生まれのファンシー・パンジーに地位を取って代わられた。これは最初ベルギー・パンジーと呼ばれていたが、後にスコットランドで改良が行われた。
ビクトリア時代に低コストな鉄が入手可能になったことから、温室が爆発的に普及し、その結果現在園芸家たちに知られている鮮やかな花が生まれた。

## アンダープランツとしてのパンジー
パンジーを低木や潅木の下に植えると、生物マルチのような雑草を抑制する効果が得られる。

## 利用法
寒冷地では春に、暖かい地方では冬から開花が始まる。このため花屋では寒さに強い植物として販売されることが多い。パンジーはしばしばアリッサム（Lobularia maritima）と混植される。これはこの組み合わせが色彩的に魅力的である共に、同時に開花するためである。
パンジーはエディブル・フラワーとして食用にしたり、媒染剤で処理した織物を染めるために使われていたこともある。

## 交雑とライフサイクル
パンジーは交配が進み、黄金、オレンジ、赤、紫、青紫、白青、スミレ色、黒（濃青による）、複数色の混合など、多彩な色彩をもっている。パンジーは日当たりがいいところでよく生長する。パンジーは非常に丈夫な植物で、降雪で株が雪に埋まっても、低温で凍結しても、株・茎・葉・花は損傷せず、雪や凍結が解けた後は植物の活動を再開する。パンジーは秋蒔きの一年草であり、通常、ライフサイクルの完結には足掛け2年を要する。1年目に青葉を茂らせて冬を越し、2年目に花実をつけた後に枯死する。開花期は10月～5月である。寒冷地では多年草だが、日本の多くの地域では夏の気候が暑すぎるため枯れてしまう。ほとんどの園芸家は、ホームセンターなどで苗の状態で購入し、庭に移植する。こぼれ種でも自然に増える。

## 構造
パンジーは、わずかに重なった2枚の上側の花弁、2枚の脇の花弁、下側3枚の花弁が結合するヒゲ、およびわずかな切れ込みを持つ1枚の下側の花弁からなる。

## 毒性
- 毒成分
  - ビオリン、サポニン、ビオラルチン、グリコサイド
- 毒部位
  - 種子、根茎
- 毒症状
  - 嘔吐、神経麻痺、心臓麻痺

## 病気と寄生虫
この項目は英語版の直訳で、日本語の病名とは異なる。また、これらの多くは日本では発生していない。

### 病気
茎腐れ、またはパンジー病
盛りの中頃に突然折れることがある。葉が萎えて変色する。花は早くにしぼんで縮む。茎は軽く引っ張っただけで地面のあたりで折れる。感染した個体を取り除かないで放置すると全滅する。
原因は土に生息する菌 Myrothecium roridum の感染で起こる。殺菌していない動物の堆肥によって感染するおそれがある。
植える前にチェシャント剤か近代的なベノミル抗真菌薬を散布する。感染した個体は焼却する。
さび病
Puccinia aegraというサビキン（担子菌門）の感染で起こる。黄褐色の斑点が葉と茎に生じる。ベノミルか硫化カリウム1オンス（28グラム）を2ガロン半（約9.46リットル）の水で希釈し、スプレーする。
斑点病
Ramularia deflectensという菌の感染で起こる。葉の縁に黒っぽい斑点ができ、その後葉が白い網状の菌糸で覆われる。春に気温が低く雨が多いと発生しやすい。殺菌剤をスプレーすること。
うどんこ病
Oidiumという子嚢菌の感染で起こる。葉の縁と裏側に灰紫色の粉が出る。間隔を十分にとらないで植え付けた個体同士が蒸れると発病しやすい。薬剤をスプレーすればある程度抑制できるが、根絶することは難しい。特に葉の裏側の菌は退治しにくい。
キュウリモザイクウイルス
アブラムシ（アリマキ）によって伝染する。若い葉に黄色く細かい葉脈ができる。成長を妨げ、異常な花ができる。ウイルスは潜伏状態のまま植物全体に感染し、次の世代や他の種に伝播することがある。健康な植物を購入する、土壌を湿らせすぎず乾燥させすぎない、pHのバランスの取れた土を使う、窒素、リン酸、カリウムのバランスを取る、植物を弱らせるようなほかの病気を根絶するといった予防が効果的である。

### 害虫
ナメクジ、カタツムリ
ナメクジやカタツムリの嫌う尖った砂や樹皮を砕いたマルチで植物の周りを囲い、餌となる落ち葉や異物を取り除いて食害を予防する。ナメクジやカタツムリはビールに誘因される習性があるため、ビールを小さな容器に入れて植物の根元に埋めると効果的な罠となる。
アブラムシ
アブラムシは植物の病気を媒介するため、早期の退治が望ましい。希釈した石鹸水（1ガロンにつき2オンス）をスプレーする。
チョウ

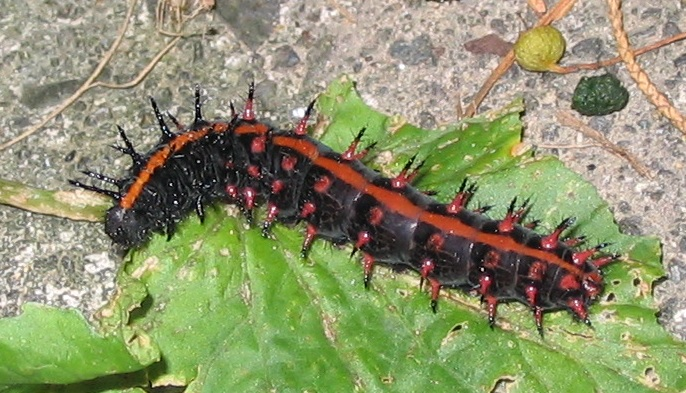
ツマグロヒョウモンの幼虫

ツマグロヒョウモンは野生のスミレ類を食草とするが、近年寄せ植えのパンジーにつくようになった。黒い体に赤い縦縞、棘状の突起を密生するのでよく目立つ。蛹は灰褐色に金属光沢の棘を備える。

## 栽培品種
21種の栽培品種をもつユニバーサルプラス・シリーズがオレンジと黒以外の全てのパンジーの色をカバーしている。
- アンティーク・シェイド
  - 花の幅3インチ。絹光沢のあるパステルカラー。
- クリスタル・ボウル・ミックス
  - 花の幅2インチ半。無地の鮮やかな色。
- フランベ・テラコッタ・F1ハイブリッド
  - 中サイズの花。テラコッタ色の色合い。
- フラメンコ・F1ハイブリッド
- ジョリー・ジョーカー
- マンボ・ミックスト・F1ハイブリッド
- オーキド・ブロッチ・F1ハイブリッド
- パドパラジャ
  - オレンジ色のサファイアにちなんで名づけられた。花の幅2インチ半。無地の深いオレンジ色。1991年全米セレクション優勝。
- パンドラズボックス・F1ハイブリッド
- パンドラズチルドレン・F1ハイブリッド
- プティット・ミックスト・F1ハイブリッド
- ラズベリーアイスクリーム・F1ハイブリッド
- スプリングタイム・ブラック
  - 全体が絹状の深い紫で見た目は黒。
- トンプソン＆モーガン・ブラック
- トータル・エクリプス・F1ハイブリッド
  - 無地のオレンジ、黄、黒
- トゥルーブルー
  - 無地の空色
- ウォーターカラーズ・ミックスト・F1ハイブリッド
- ゾロ

### パンジーのいろいろ

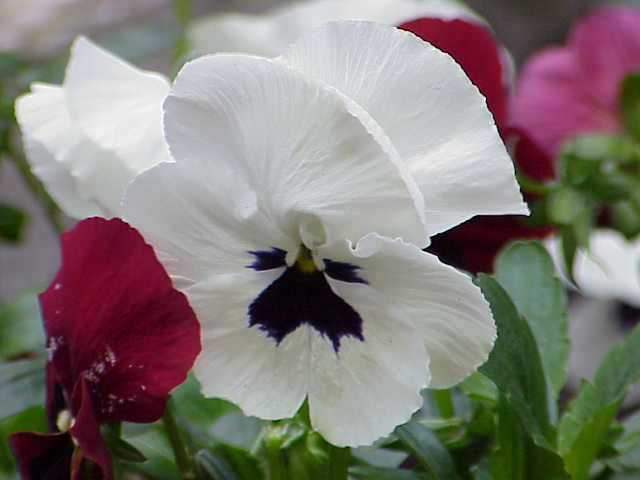
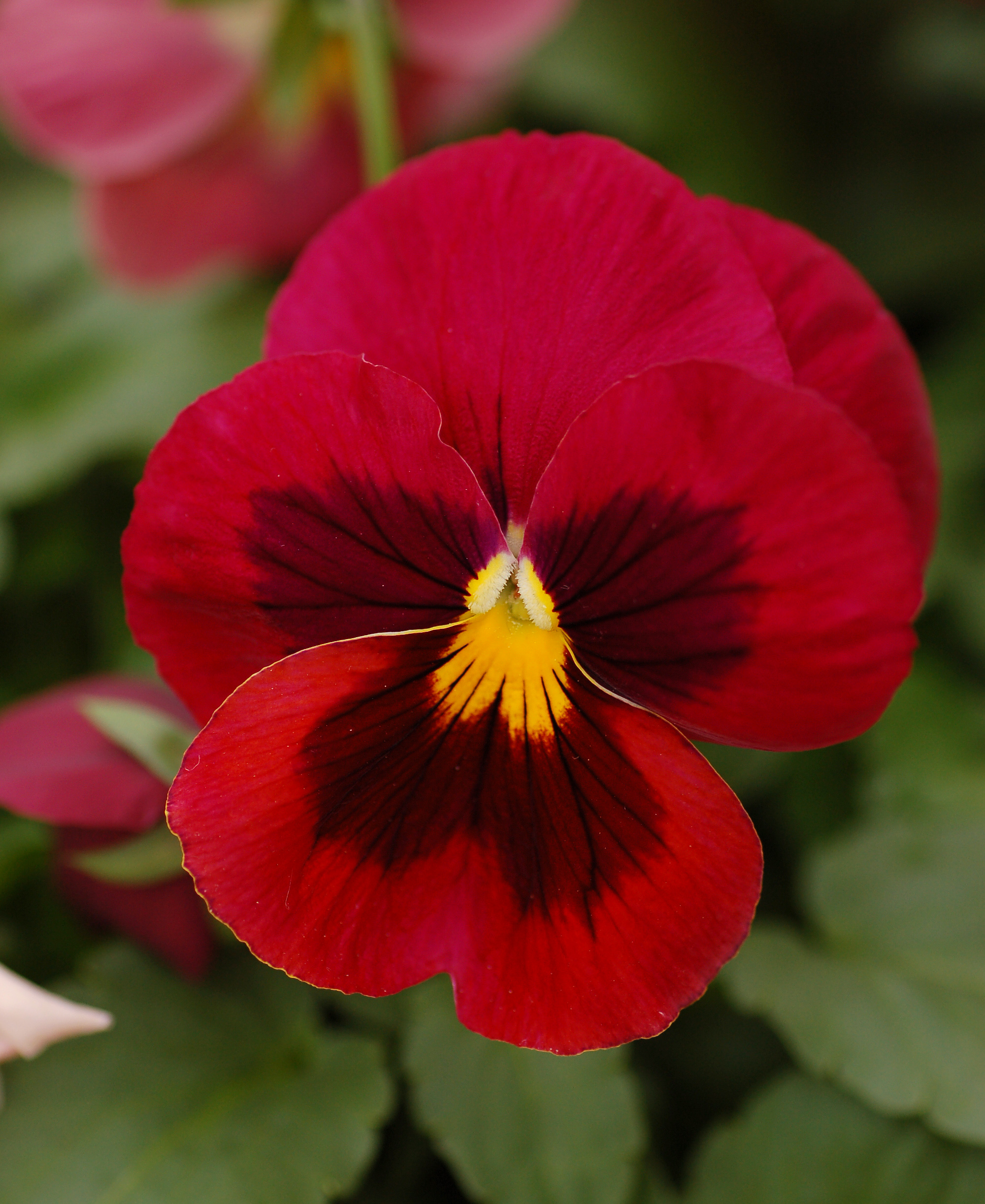
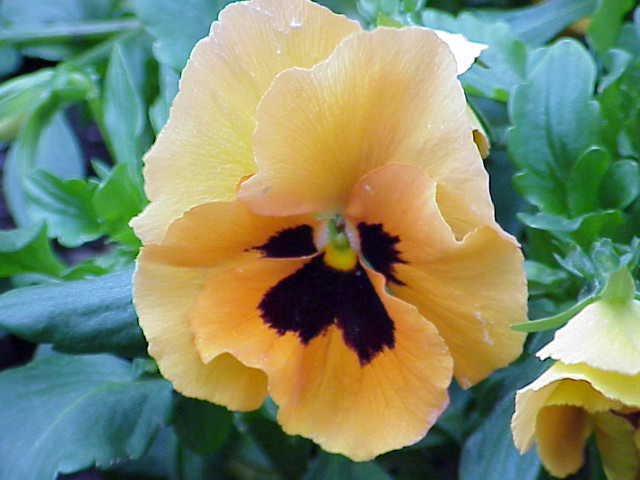
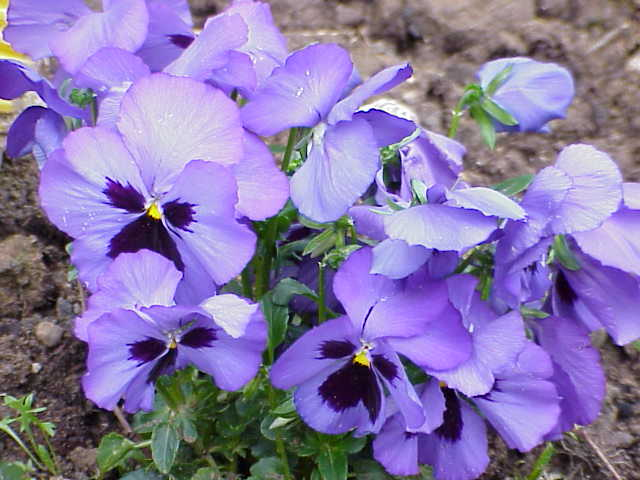
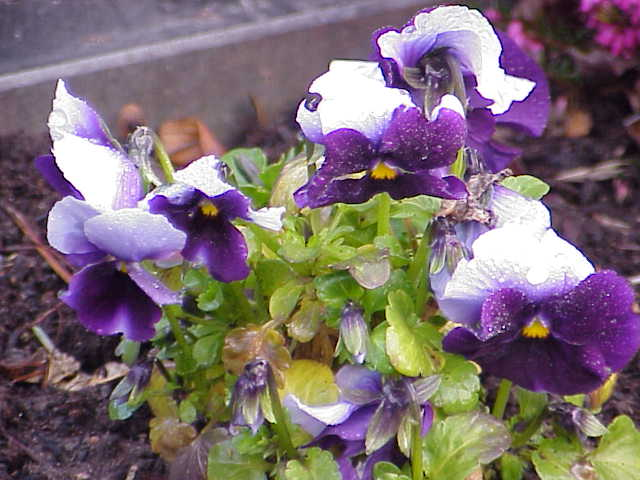
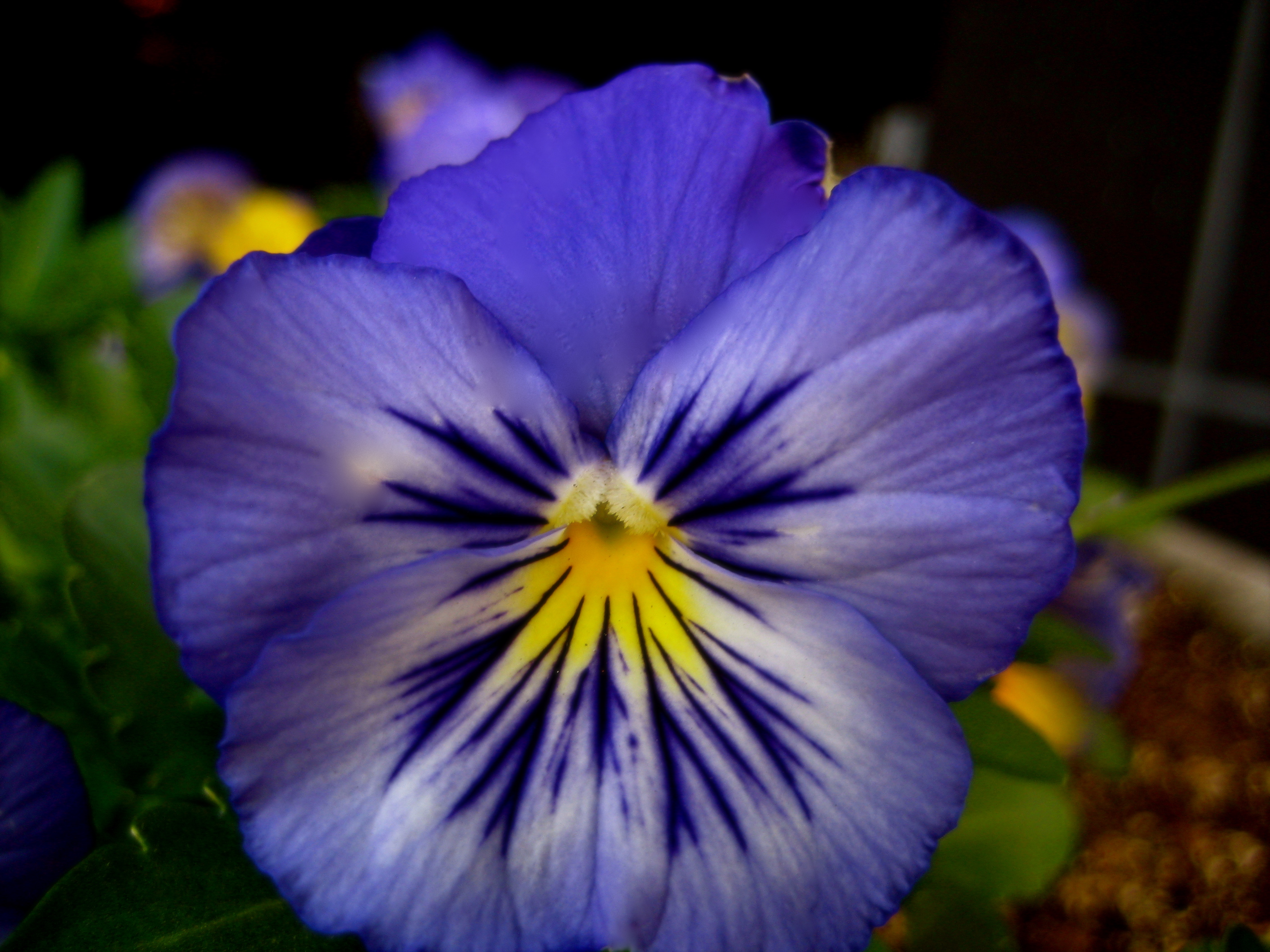
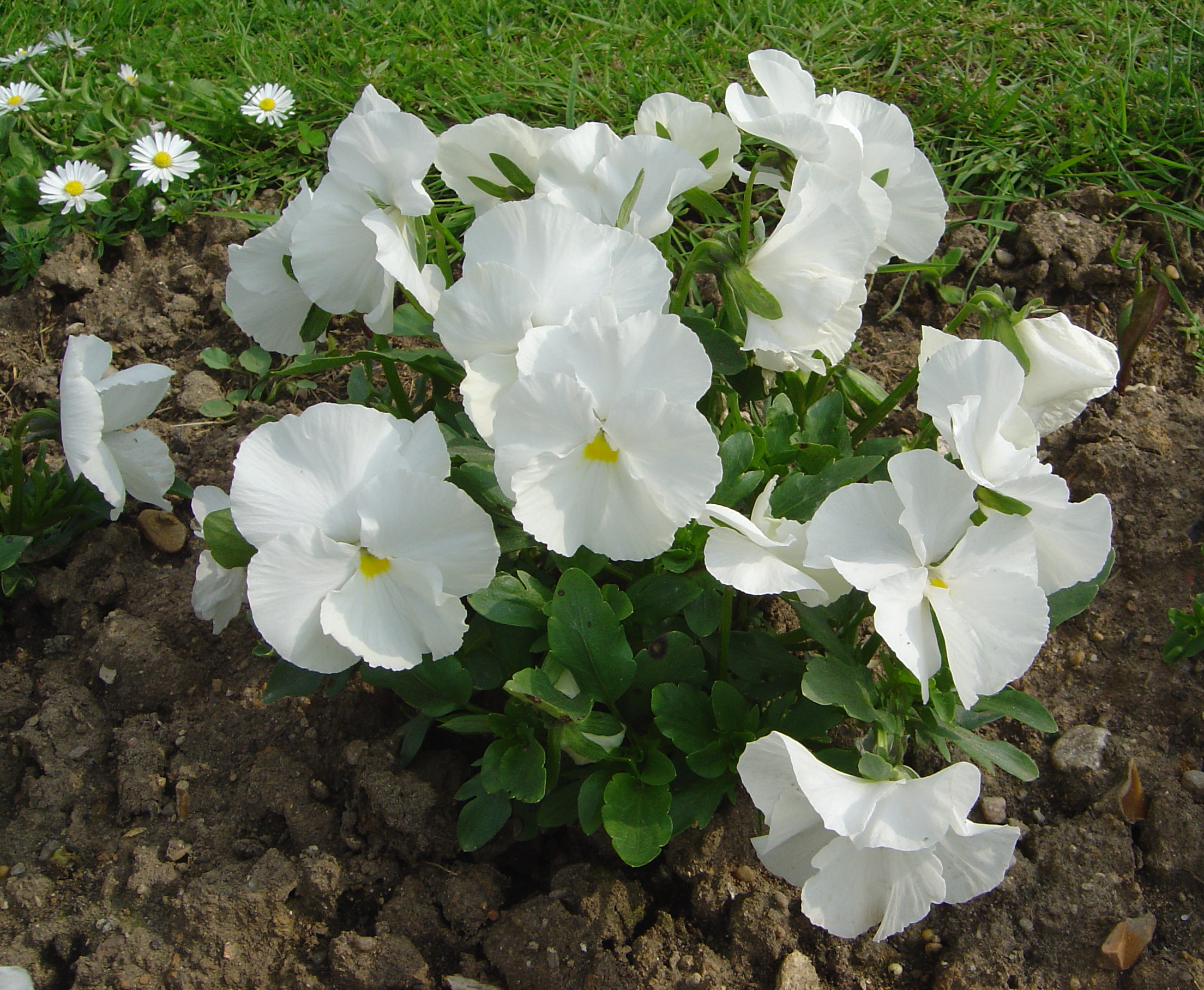
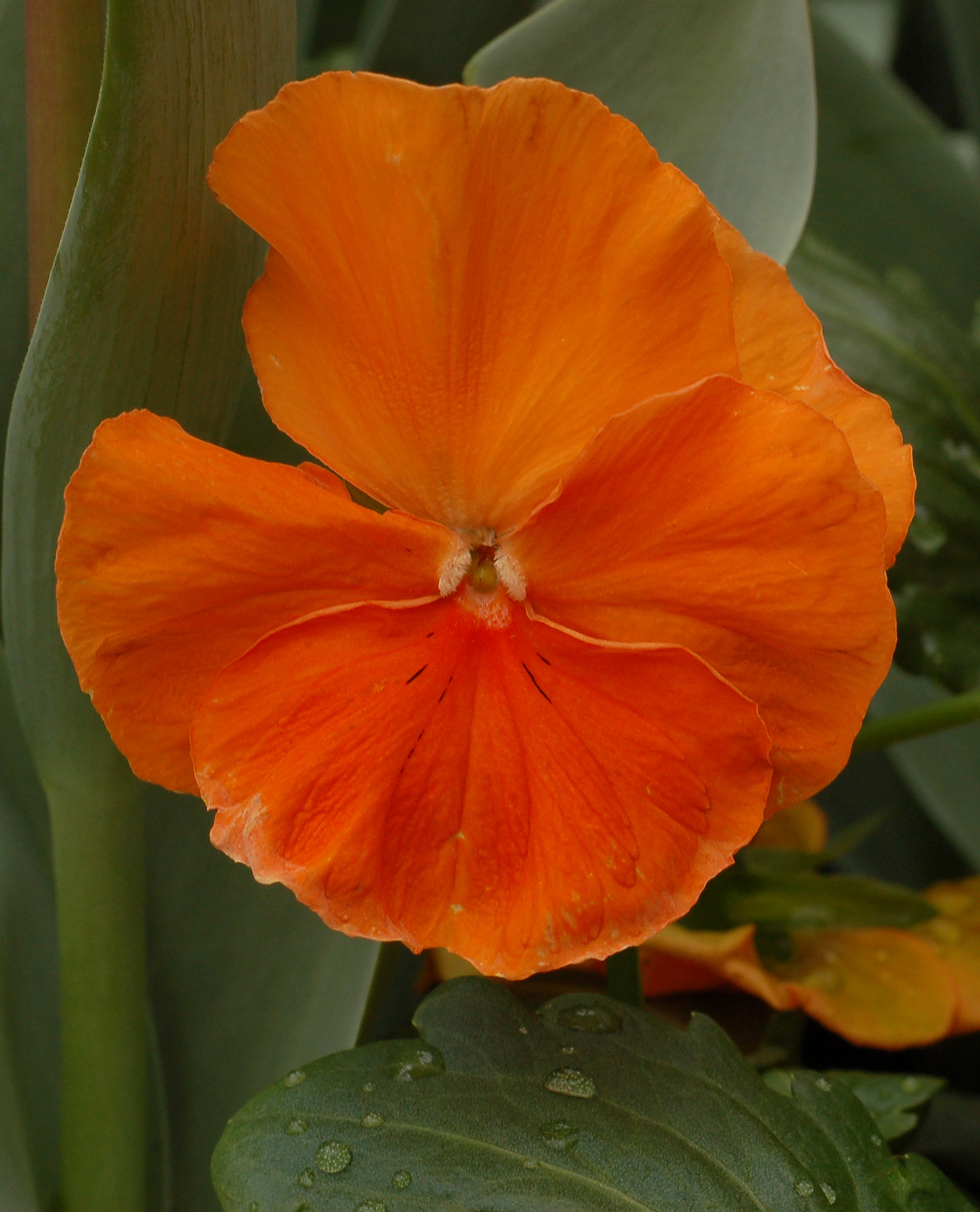
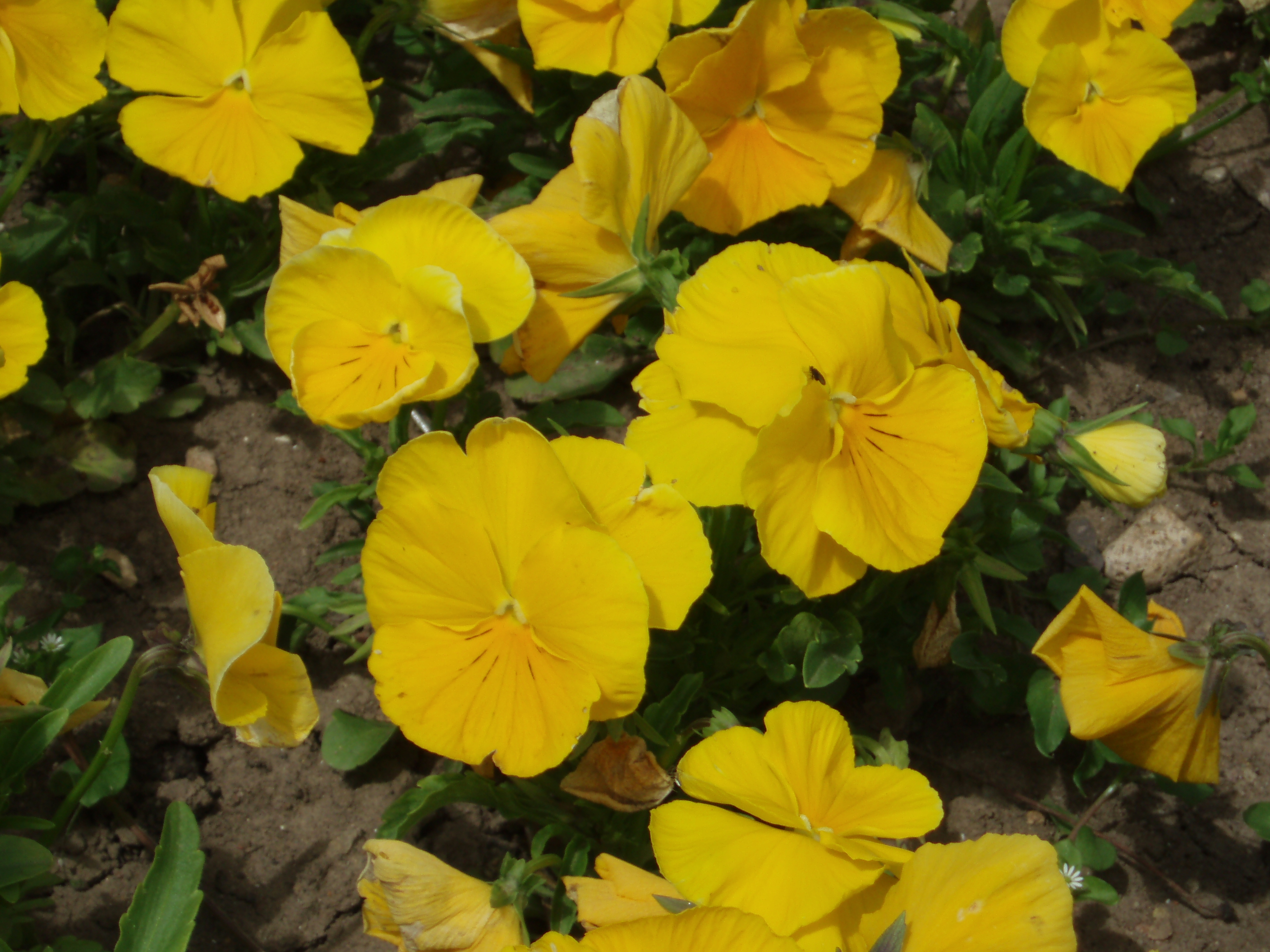
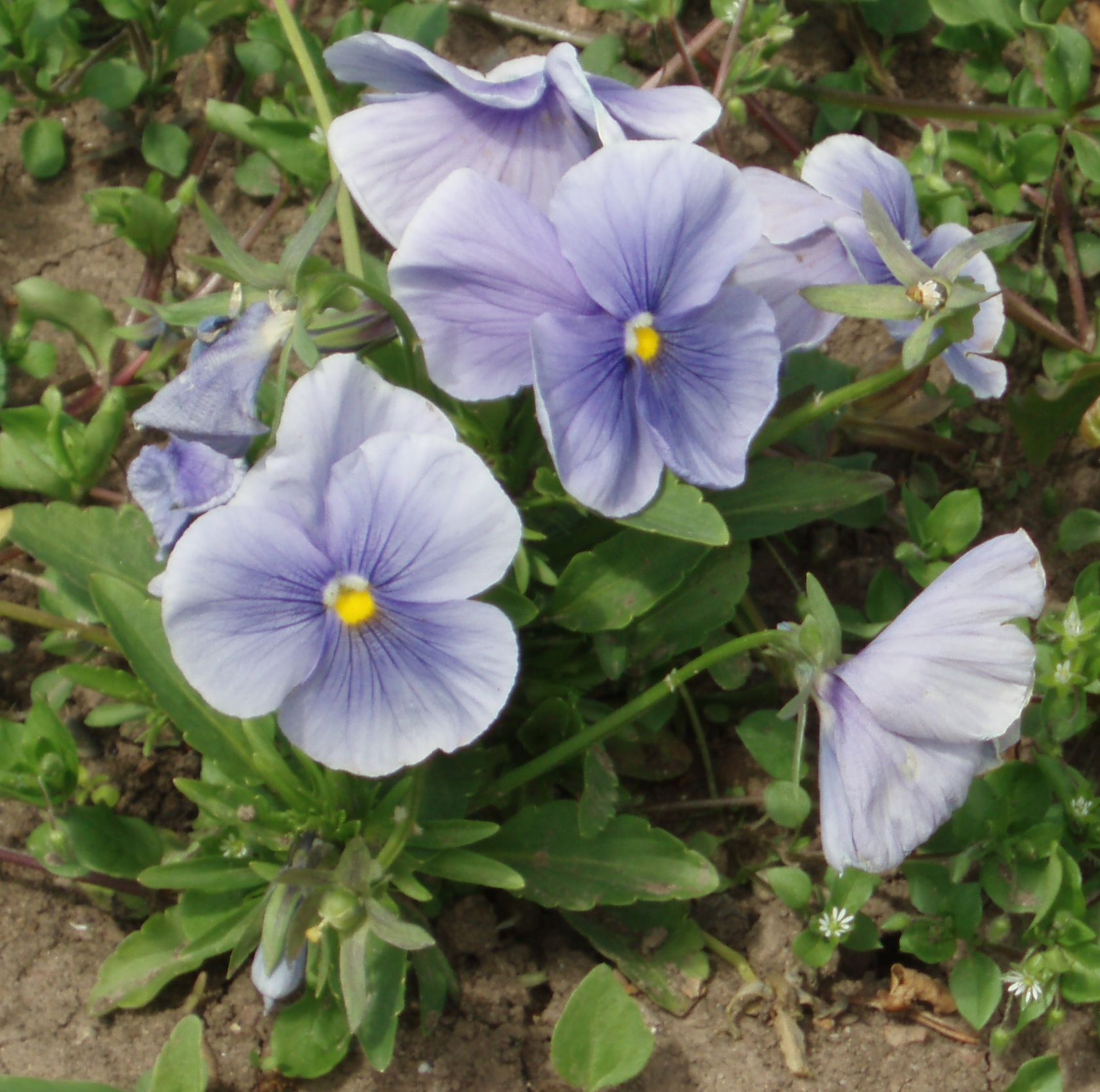
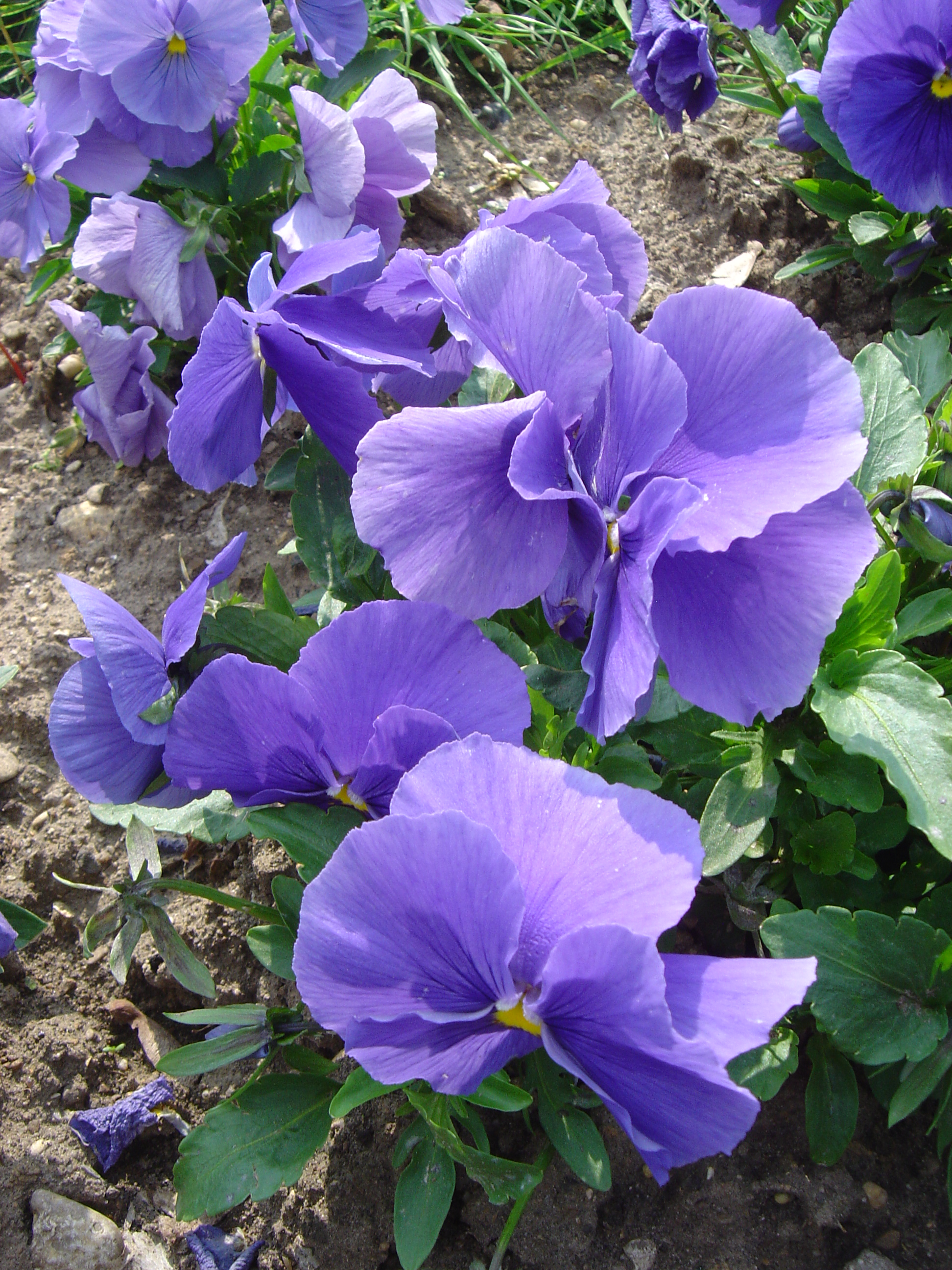
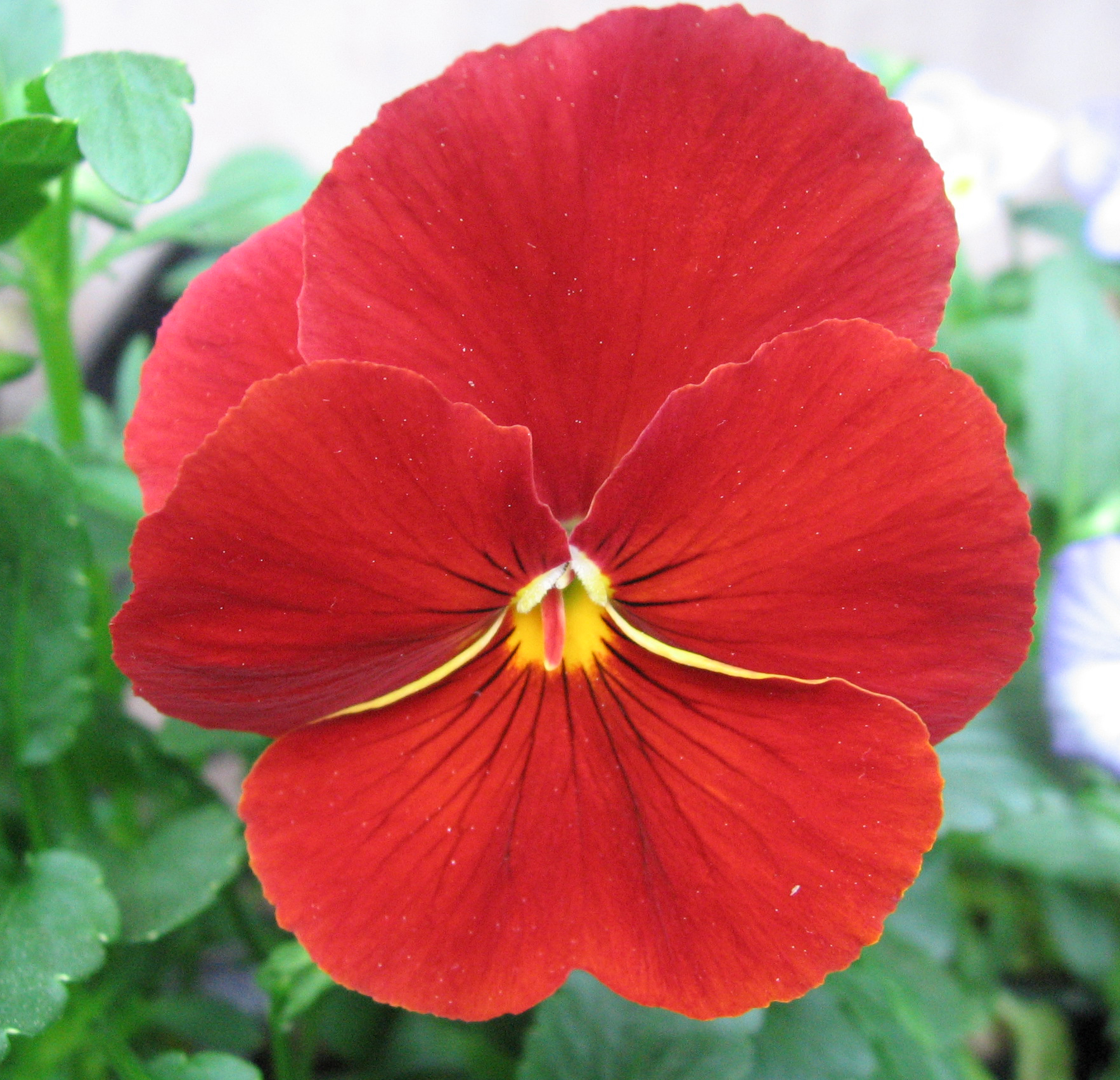
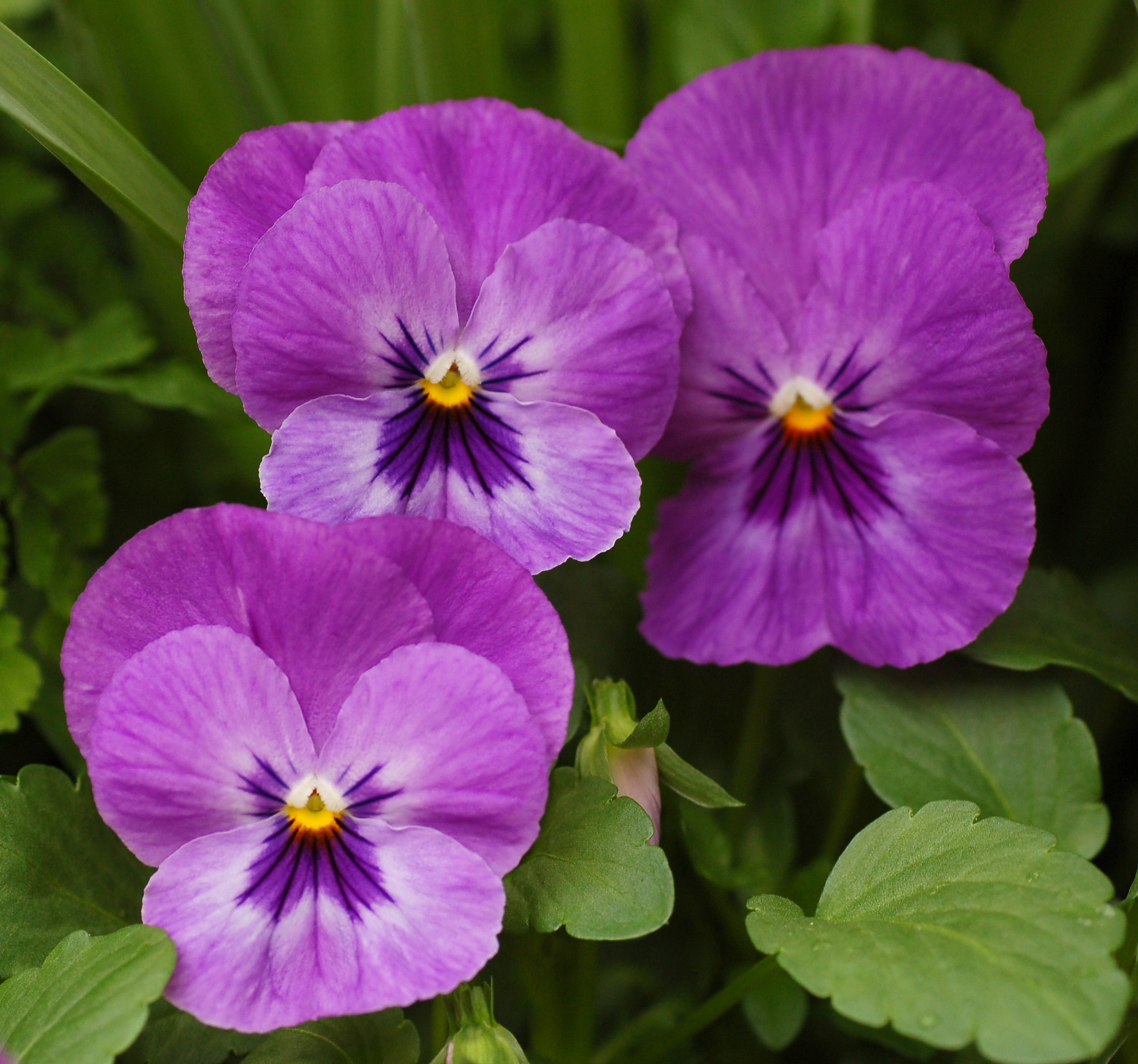
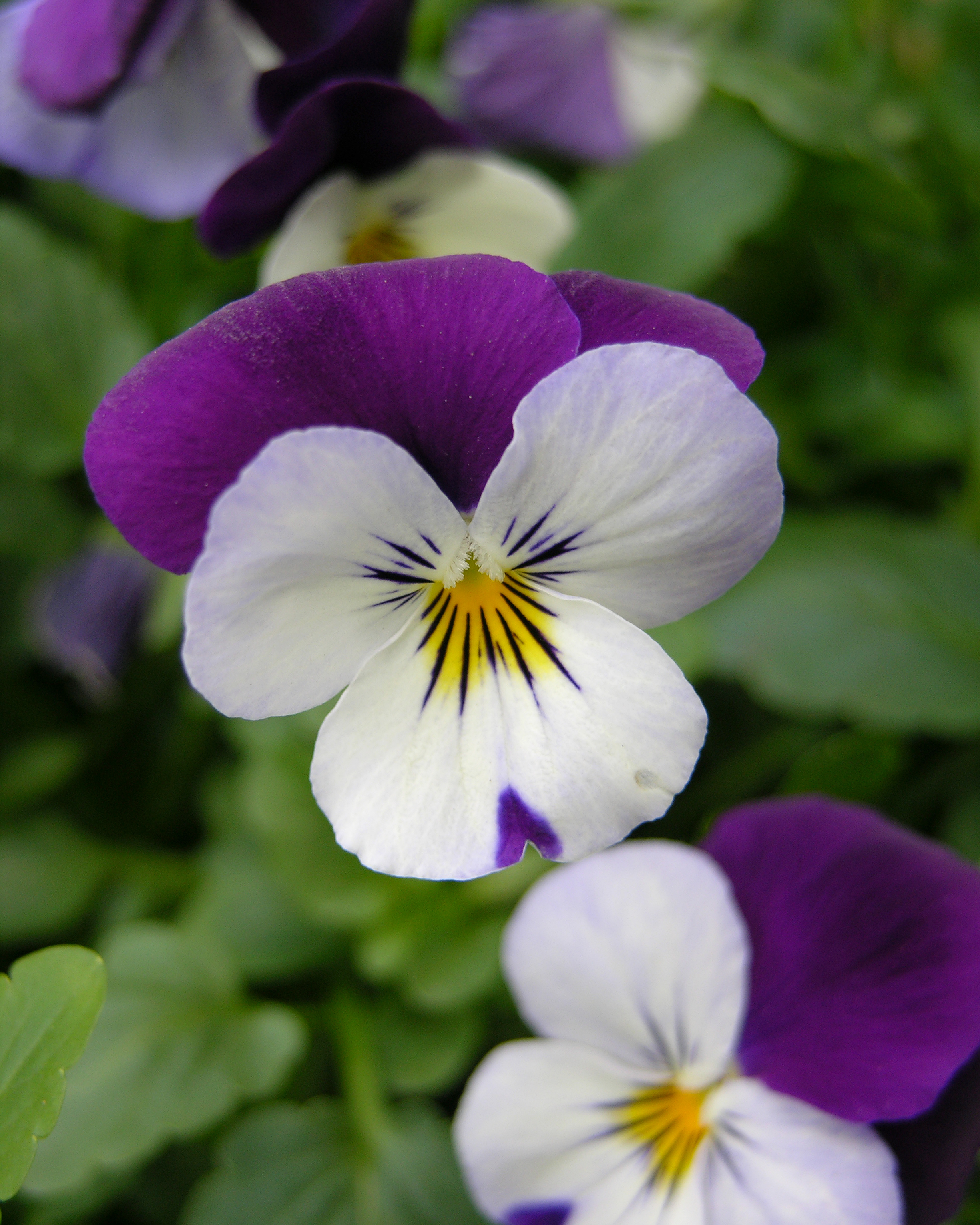
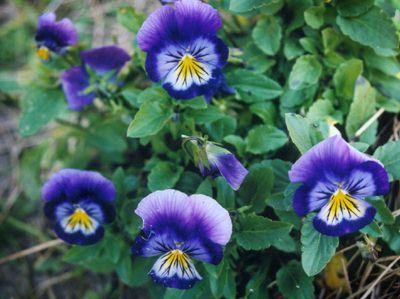
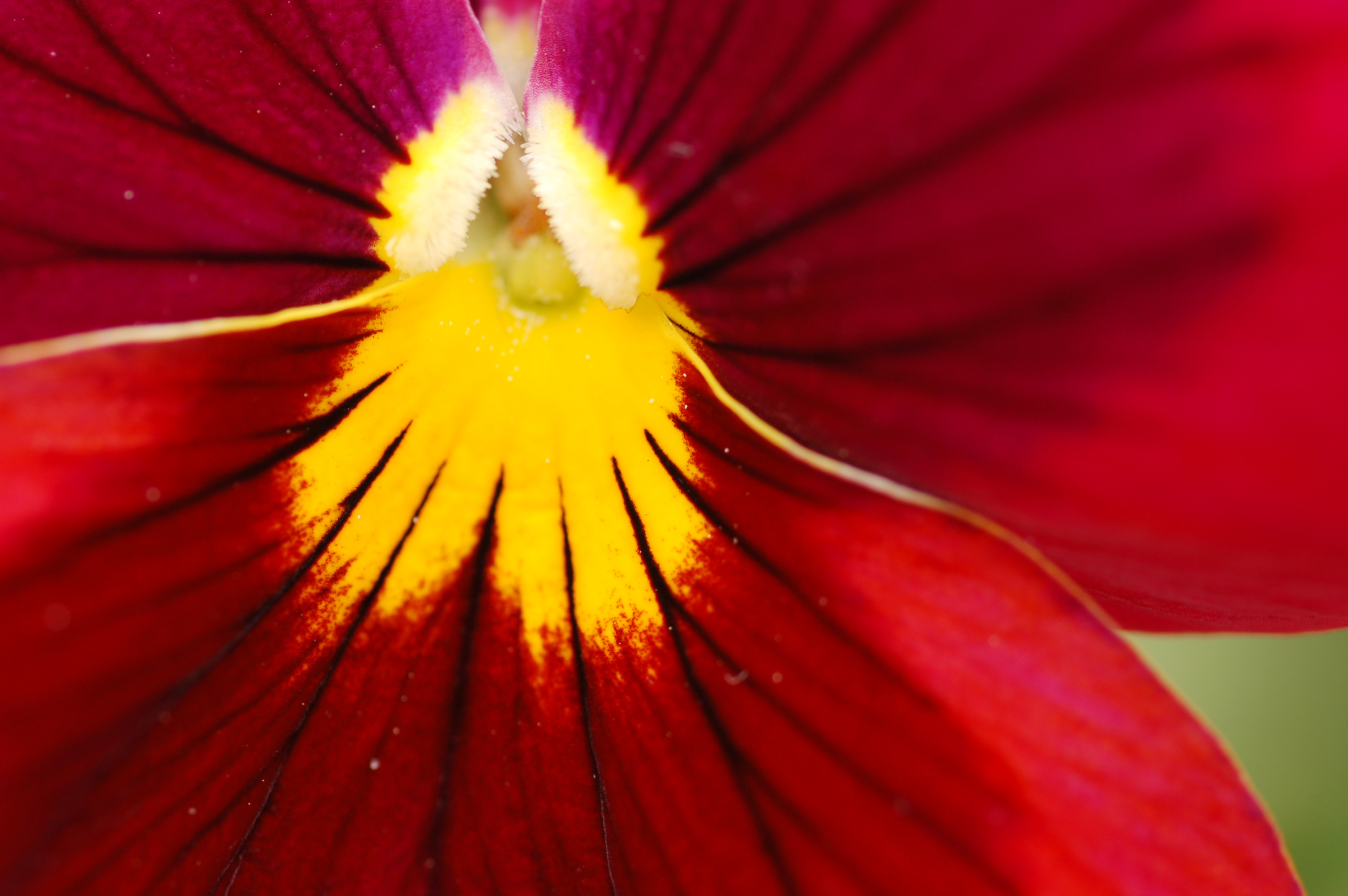

## 栽培のポイント
パンジーなどスミレの仲間は、秋まきの草花の中では比較的発芽適温が低い。パンジーの発芽適温は15～20℃で、25℃以上になると発芽が悪くなる。そのため種蒔き適期は9月中下旬ごろになる。
年内に開花させたい場合は、高温期の8月に蒔くことになる。8月に種を蒔く場合、管理する環境を整えることがポイントになる。種を入手したら、高温下で発芽力が消耗するのを防ぐのと、発芽を揃えるため、冷蔵庫の野菜室などで保管する。播種床は平鉢やセルトレイを用い、用土は種蒔き専用培土など、水はけと通気性がよい清潔な土にする。パンジーの種は好光性（光発芽性）のため、覆土をすると発芽が悪くなる。そのため、薄い覆土にし、発芽するまでは、雨が当たらない風通しのよい涼しい日陰に置き、床土の温度が上がりすぎに気をつける。5～7日で発芽を始めたら、十分に日光に当てる。夏は水切れしやすいので、表土が乾きかけたら午前中に水やりをする。夕方の水やりは徒長を促すことになるので基本的には避ける。
彼岸頃までは病気が出やすいので、なるべく涼しい日陰に置き、本葉が出てきたら一度仮植えし、10月に定植すると、11月中旬頃から花を愉しむことができる。涼しくなると、非常に元気が良くなるので、後はなるべく日当たりの良い、やや重い土に植える。

## 名前の起源
花が人間の顔に似て、8月には深く思索にふけるかのように前に傾くところからフランス語の「思想」を意味する単語パンセ（pensée）にちなんでパンジーと名づけられた。このその由来のために、パンジーは長い間自由思想のシンボルだった。また、アメリカ非宗教組合の文学で用いられていた。パンジーは2世紀に渡って意図的に野草を掛け合わせて作られたことから、人道主義者たちもまたこのシンボルを好んだ。信教からの自由連盟（FFRF）はパンジーのシンボルを襟ピンや文学で広範囲に用いた。
日本では、「遊蝶花」とも呼ばれる。ヨーロッパでは、猫にちなんだ呼び名が多い。「頬ひげのある子猫」「通りを走る子猫」「猫すみれ」「猫の面子」。この他、「義理の妹」「私を摘んで」「抱きしめて」「素早くキスして」などの異名を持つ。
エリザベス朝時代から現在にいたるまで、英語の「pansy」は女みたいな男、女々しい男、転じて男性同性愛者を意味し、男らしくない、勇気がないという意味で男性を侮辱するときの呼称としても使われる。"ponce"（「ヒモ」）という単語は「パンジー」から来ているが、現在で言う売春婦からせびりとる男という意味は元々は無かった。一方"poncey"は現在でも女みたいな奴という意味である。
パンジーはPansieとも綴られ、女性の名前として用いられることがある。ハリー・ポッターシリーズでは、パンジー・パーキンソンという登場人物が出てくる。

## 芸術・文化の中でのパンジー
ウィリアム・シェイクスピアの『夏の夜の夢』では、パンジーの花から絞った汁が愛の妙薬として用いられている。『ハムレット』にもオフィーリアの台詞の中にパンジーが登場する。しかし、シェイクスピアが生きていた時代はパンジーの交配が行われるよりもはるかに前であるため、シェイクスピアの作品中のパンジーは英語で"heartsease"と呼ばれるサンシキスミレ（Viola tricolor）のことを指している。
1827年、ピエール＝ジョゼフ・ルドゥーテが絵画「パンジーの花束」を制作。
1926年、ジョージア・オキーフが一輪の黒いパンジーを描いた「パンジー」を制作。引き続き1927年には「白いパンジー」を制作。
D・H・ローレンスは「パンジー」という題の詩集を書いている。
パンジーは刺繍から陶芸までのアーツ・アンド・クラフツで好んで用いられるイメージでもある。
パンジー・ディビジョンという名前のクイアコアの音楽バンドが存在する。

## 色名としてのパンジー
日本工業規格では、JIS慣用色名として右図のように定義されている。